# Teambuilding

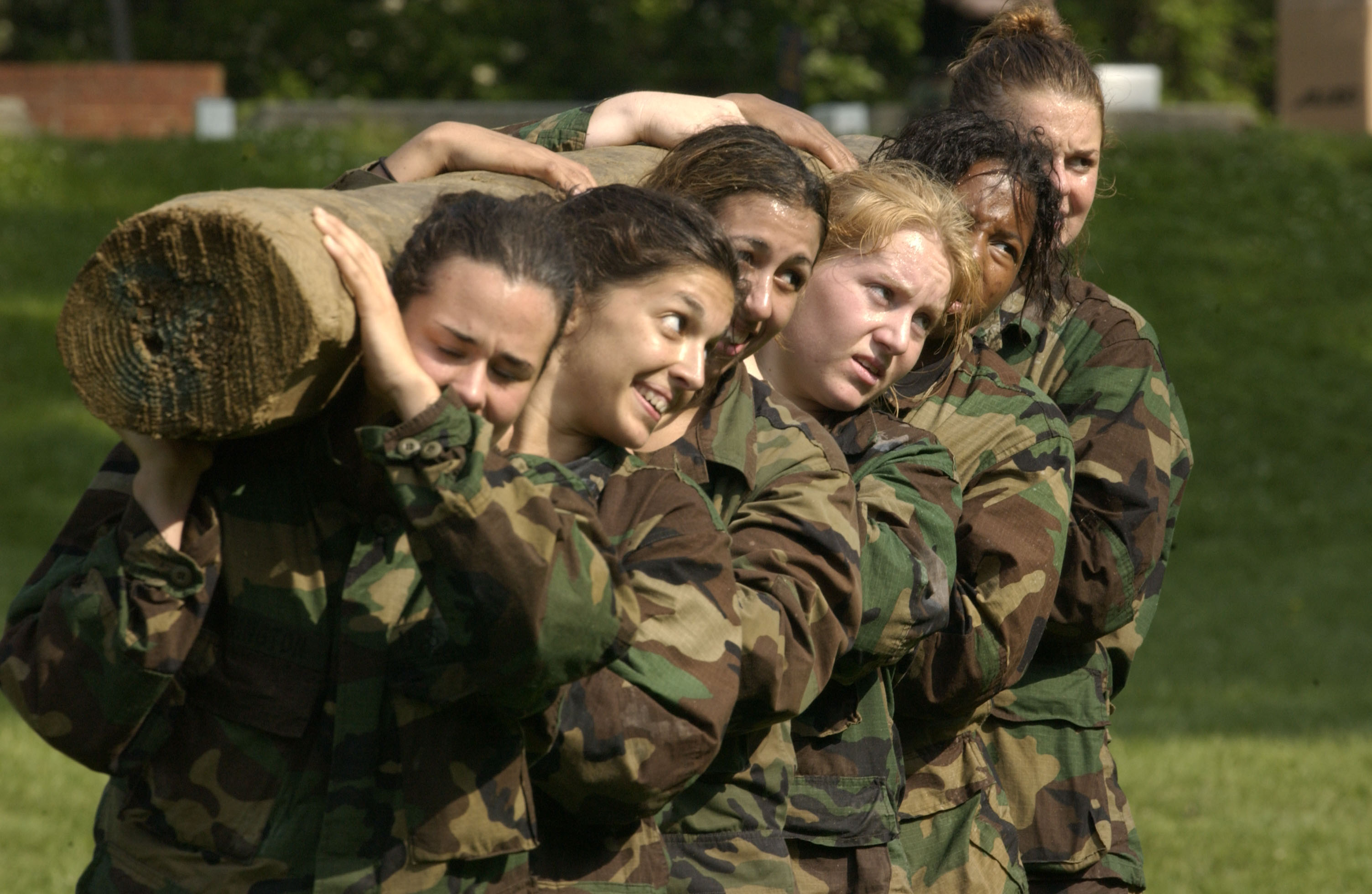
Amerikaanse militairen sjouwen met een boomstam als onderdeel van teambuilding.

Teambuilding is een verzamelnaam voor een reeks groepsactiviteiten, waarbij samenwerking centraal staat. Doel van deze activiteiten is om onderlinge samenwerking, sociale binding, vertrouwen, groepsdynamiek en efficiëntie te creëren binnen een groep mensen. Teambuilding wordt regelmatig georganiseerd door bedrijven en instellingen zoals scholen en sportteams. 
Teambuilding kan verschillende soorten activiteiten omvatten,  zowel mentaal  (puzzels en vraagstukken) als fysiek (hindernisloop, sportactiviteiten enz). De voornaamste soorten opdrachten zijn:
- opdrachten gericht op communicatie en het geven van feedback
- problemen oplossen
- hindernissen overwinnen
- opdrachten waarbij planning belangrijk is.
- opdrachten waarbij onderling vertrouwen vereist is.